# La Famille Cro
La Famille Cro est une série télévisée humoristique française diffusée entre le 27 octobre 2007 et 2011 sur TF1 dans l'émission TFOU.

## Synopsis
Une série à sketchs qui met en scène une famille préhistorique qui découvre les inventions modernes de leur fils, dérangeantes et anachroniques.

## Fiche Technique
- Réalisateur : Frédéric Dantec
- Scénariste : Jean-Louis Bouchaud, Chérif Saïs, Samir Oubechou, Nicolas Boulenger et Sylvain Lignac
- Musique : Alain Weiller
- Effets Visuels : Cédric Berthier, Jean-Sébastien Leroux et Maximilien Royo
- 1er assistant réalisateur : Claude Guillouard
- Productions : Nota Bene Productions

## Distribution
- Guy Lecluyse : Balthazar
- Sophie Planet : Cornelia
- Thomas Doucet : Korben
- Florian Goutieras : Achille

## Récompense
- 2007 : Meilleur programme jeunesse au Festival de la fiction TV de La Rochelle[1].